# Енрике I
Енрике I Кастилски (на испански: Enrique I de Castilla; * 14 април 1203, Валядолид, † 6 юни 1217, Паленсия) – крал на Кастилия от 1214 година.

## Биография
Син e на Алфонсо VIII Кастилски и Елинор Плантагенет. По майчина линия е внук на краля на Англия, Хенри II Плантагенет и Алиенор Аквитанска.
Енрике I встъпва на престола под регентство на граф Лара. През 1217 година е убит от паднала от покрива керемида. Наследява го Беренгела I Кастилска. Още на 31 август същата година, Беренгела I Кастилска преотстъпва трона на Кастилия на сина си Фернандо III.

## Брак
През 1215 г. Енрике I се жени за Мафалда Португалска, дъщеря на Саншу I. Доколкото и двамата съпрузи са деца, бракът не е консумиран и през 1216 г. е анулиран.